# Courtney Hoffos
Courtney Hoffos (Windermere (Brits-Columbia), 30 augustus 1997) is een Canadese freestyleskiester.

## Carrière
Bij haar wereldbekerdebuut, in januari 2018 in Nakiska, scoorde Hoffos direct wereldbekerpunten. In december 2019 stond de Canadese in Val Thorens voor de eerste maal in haar carrière op het podium van een wereldbekerwedstrijd. Op de wereldkampioenschappen freestyleskiën 2021 in Idre Fjäll eindigde ze als vijfde op de skicross.

## Resultaten

### Wereldkampioenschappen
| Jaar | Plaats     | Resultaten  |
| ---- | ---------- | ----------- |
| 2021 | Idre Fjäll | 5e Skicross |

### Wereldbeker
Eindklasseringen
| Seizoen   | Algm | SX  |
| --------- | ---- | --- |
| 2017/2018 | 202e | 37e |
| 2018/2019 | 196e | 40e |
| 2019/2020 | 46e  | 11e |